# 鼎丰仪器厂
鼎丰仪器厂是一家公私合营的绘图仪器厂，于民国34年前后创办。

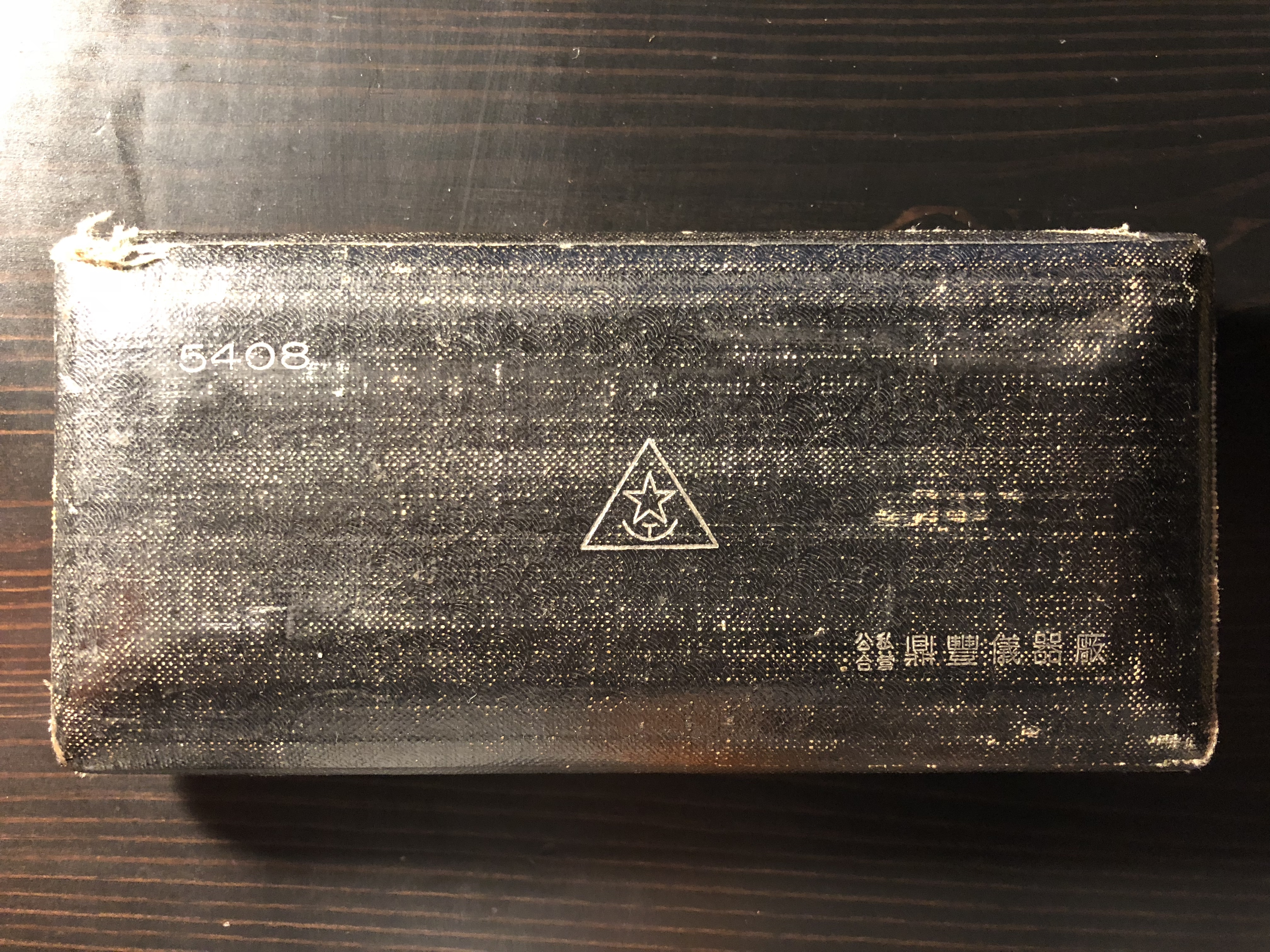
鼎丰仪器厂5408型圆规套件

## 沿革
鼎丰仪器厂初创时为私营企业，在1951年11月宣布为公私合营。在1952年2月14日第一次股东大会中通过《公私合营鼎丰仪器厂股份有限公司章程》，尽管已经成为公私合营工厂，依旧按照私企营业模式继续。直到1956年此厂才正式转变为公私合营，正式划归上海市重工业局（1959年划归上海市仪表电讯工业局）。于1958年转移部分人员设备到四达尺厂，后在1960年剩余部分被普发仪器厂合并。